# Devade
Devade is een geslacht van spinnen uit de  familie van de Dictynidae (kaardertjes).

## Soorten
- Devade dubia Caporiacco, 1934
- Devade indistincta (O. P.-Cambridge, 1872)
- Devade kazakhstanica Esyunin & Efimik, 2000
- Devade lehtineni Esyunin & Efimik, 2000
- Devade libanica (Denis, 1955)
- Devade miranda Ponomarev, 2007
- Devade mongolica Esyunin & Marusik, 2001
- Devade pusilla Simon, 1910
- Devade tenella (Tyschchenko, 1965)